# Heinrich Banzkow
Heinrich Banzkow, auch Banzcow, Bantzkow, Banschow oder Banskow, (* vor 1480; † 1543) war Domscholastiker in Hamburg und Dompropst am Schweriner Dom.

## Leben
Banzkow entstammte einer in Mecklenburg ansässigen Familie, die in Wismar wirtschaftlich und politisch eine Rolle spielte. Seit Beginn des 14. Jahrhunderts verfügte die Familie in Wismar über einen Altar sowie eine Gruft in der nicht erhaltenen Wismarer Kapelle St. Marien zu den Weiden (lat. St. Maria sub salice). In ihr wurde der Anfang des 15. Jahrhunderts durch Enthauptung hingerichtete Wismarer Bürgermeister Johann Bantzkow († 1427) beerdigt, für den auch die ebenfalls nicht erhaltene Bantzkowsche Sühnekapelle errichtet wurde.
1491 begann Heinrich Banzkow das Studium an der Universität Rostock. 1499 wurde er Domscholastiker am Mariendom in Hamburg mit einer Vikarei in Hemmingstedt in Dithmarschen. Er war Pronotar des apostolischen Stuhls in Rodemohr in Dithmarschen.
Heinrich Banzkow war von 1521 bis nach 1538  Propst im Schweriner Domkapitel. 1522 wurde er Administrator für den bereits 1516 zum Bischof des Bistums Schwerin gewählten minderjährigen Herzog Magnus III. von Mecklenburg und blieb bis zu dessen Konfirmation im Jahr 1532 „bevelhebber“.
Er war in Nordostdeutschland eine einflussreiche Persönlichkeit seiner Zeit und wehrte sich heftig gegen die Reformation, die seine zahlreichen Pfründen bedrohte. Dabei kam ihm zustatten, dass er von Papst Leo X. bereits 1516 zum Akoluthos und Pronotar ernannt worden war. Im Austrag von Giovanni Angelo Arcimboldi förderte er den Ablasshandel in Norddeutschland und wurde dabei auch selbst reich. Er war Rat des Herzogs Albrecht VII. zu Mecklenburg und ein Günstling des Erzbischofs Herzog Christoph von Braunschweig-Lüneburg. Aus dem umfangreichen Testament des Schweriner Propstes Heinrich Banzkow erhielten die Brüder des Franziskanerklosters in Schwerin 1538 noch einmal die große Geldsumme von hundert Mark, da sie bei ihrer Observanz blieben.  Tatsächlich wurden in der Franziskanerkirche weiterhin Messen gefeiert. In der Hansestadt Hamburg geriet er in heftigen Streit mit dem Rat und der Bürgerschaft der Stadt. Gegenstand der Auseinandersetzung war die Führung der Kirchspielschule der Nikolaikirche, die die Bürger für sich begehrten und die Banzkows Einkünfte als Scholaster des Domkapitels beeinträchtigten.
Als Domherr war Banzkow zur Einhaltung des Zölibats verpflichtet, er hatte jedoch mehrere Kinder mit seiner Haushälterin, die er anerkannte und auch in seinem Testament bedachte. Sein Sohn war der spätere Kleriker Heinrich Banzkow junior. Bei seinem Tode soll Heinrich Banzkow ein reicher Mann gewesen sein, wie aus seinem Testament hervorgeht.